# 埃托雷·斯科拉
埃托雷·斯科拉（義大利語：Ettore Scola，1931年5月10日—2016年1月19日），意大利電影編劇和導演。 1978年，他憑藉影片《特別的一天》獲得金球獎最佳外語片獎，並在其電影生涯中五次獲得奧斯卡最佳外語片獎提名。

## 外部連結

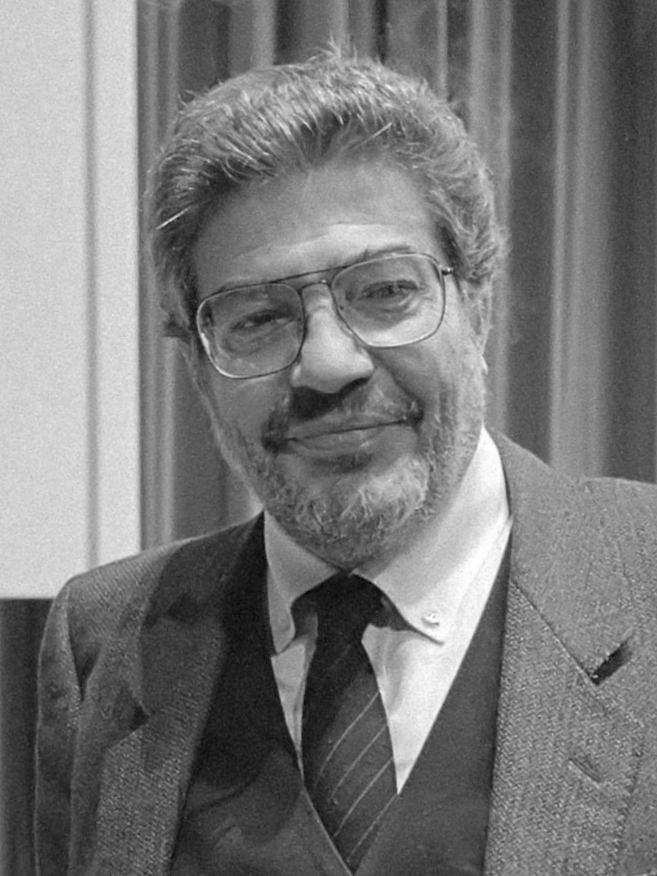
攝於1983年

- Ettore Scola在互联网电影资料库（IMDb）上的資料（英文）